# Секјурити-Вајдфилд (Колорадо)
Секјурити-Вајдфилд (енгл. Security-Widefield) насељено је место без административног статуса у америчкој савезној држави Колорадо.

## Демографија
По попису из 2010. године број становника је 32.882, што је 3.037 (10,2%) становника више него 2000. године.
| Група             | 2000.          | 2010.          |
| Белци             | 20.535 (68,8%) | 21.001 (63,9%) |
| Афроамериканци    | 3.145 (10,5%)  | 3.314 (10,1%)  |
| Азијати           | 914 (3,1%)     | 968 (2,9%)     |
| Хиспаноамериканци | 3.763 (12,6%)  | 5.890 (17,9%)  |
| Укупно            | 29.845         | 32.882         |